# Декейтер-Сіті (Айова)
Декейтер-Сіті (англ. Decatur City) — місто (англ. city) в США, в окрузі Декатур штату Айова. Населення — 175 осіб (2020).

## Географія
Декейтер-Сіті розташований за координатами 40°44′32″ пн. ш. 93°49′58″ зх. д. / 40.74222° пн. ш. 93.83278° зх. д. (40.742090, -93.832822).  За даними Бюро перепису населення США в 2010 році місто мало площу 1,04 км², з яких 1,03 км² — суходіл та 0,01 км² — водойми.

## Демографія
Згідно з переписом 2010 року, у місті мешкало 197 осіб у 78 домогосподарствах у складі 53 родин. Густота населення становила 190 осіб/км².  Було 91 помешкання (88/км²).
Расовий склад населення:
| - 95,9 % — білих - 1,0 % — азіатів - 0,5 % — корінних американців |

До двох чи більше рас належало 2,5 %. Частка іспаномовних становила 1,0 % від усіх жителів.
За віковим діапазоном населення розподілялося таким чином: 23,9 % — особи молодші 18 років, 60,9 % — особи у віці 18—64 років, 15,2 % — особи у віці 65 років та старші. Медіана віку мешканця становила 39,5 року. На 100 осіб жіночої статі у місті припадало 101,0 чоловіків;  на 100 жінок у віці від 18 років та старших — 87,5 чоловіків також старших 18 років.
Середній дохід на одне домашнє господарство  становив 45 786 доларів США (медіана — 41 250), а середній дохід на одну сім'ю — 58 337 доларів (медіана — 55 313). За межею бідності перебувало 17,2 % осіб, у тому числі 17,1 % дітей у віці до 18 років та 27,3 % осіб у віці 65 років та старших.
Цивільне працевлаштоване населення становило 96 осіб. Основні галузі зайнятості: мистецтво, розваги та відпочинок — 19,8 %, будівництво — 15,6 %, виробництво — 14,6 %, освіта, охорона здоров'я та соціальна допомога — 14,6 %.